# Ngong Ping 360
Ngong Ping 360 (chinesisch 昂坪360, Pinyin Ángpíng Sānliùlíng, Jyutping Ngong4*5ping4 Saam1luk6ling4) ist der Name einer Luftseilbahn in Hongkong, die den Stadtteil Tung Chung an der Nordküste von Lantau Island mit dem Ngong-Ping-Plateau (昂坪) verbindet, auf dem sich der auch Big Buddha genannte Tian Tan Buddha und das Kloster Po Lin (寶蓮禪寺) sowie eine Reihe weiterer touristischer Attraktionen im Ngong Ping Village (昂坪旅遊村) befinden.
Die an der Zufahrt zum Hong Kong International Airport gelegene Tung Chung Cable Car Terminal, kurz „Tung Chung Terminal“ (東涌纜車站 – „Tung Chung Seilbahnstation“) liegt in unmittelbarer Nähe der Tung Chung Station der Mass Transit Railway, kurz MTR, und ist dadurch mit dem U-Bahnsystem Hongkongs verbunden.
Die Gondelbahn, Ngong Ping Cable Car (昂坪纜車), ehemals Ngong Ping Skyrail, bietet eine 5,7 km lange, 25 Minuten dauernde Fahrt über die Tung Chung Bay (東涌灣) und den großen bergigen Naturpark im Zentrum von Lantau Island zum Ngong Ping Village und dem großen Buddha. Als Alternative kann der Aufstieg zu Fuß (ca. 2–4 Stunden, je nach Route) oder eine mehr als eine Stunde dauernde Bus- oder Autofahrt auf einem Umweg über die Tung Chung Road (東涌道) gewählt werden.

## Vorgeschichte

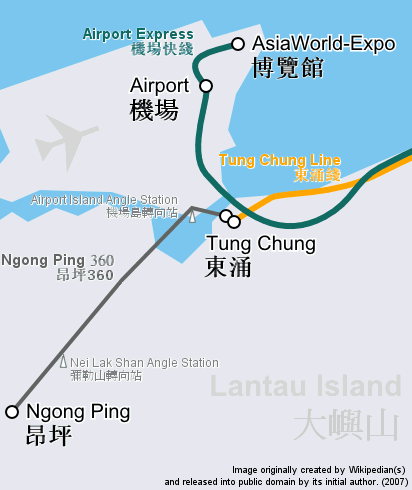
Ngon Ping 360 – Tung Chung Linie, MTR-Karte 2007

Lantau Island war noch bis in die 1990er Jahre weitgehend unberührt und sehr ländlich geprägt, weil es nur per Schiff erreichbar war. Mit dem Bau des Flughafens Chek Lap Kok wurden Zug- und Straßenverbindungen sowie der sogenannte „Big Buddha“ und das buddhistische Kloster Po Lin gebaut, die bald so viele Touristen anzogen, dass die einzige Straßenverbindung, die Tung Chung Road den Verkehr nicht mehr bewältigen konnte. Die Regierung von Hongkong suchte daher nach einer Alternative, um den Ruf Hongkongs als touristisches Ziel zu fördern. Nach einer Machbarkeitsstudie und zahlreichen Diskussionen wurde eine 2S-Bahn gewählt, die einen einzigen Antrieb in der Winkelstation auf der Flughafen-Insel und im Bereich des Naturparks lediglich fünf Stützen, eine weitere Winkelstation und die Endstation hat und damit den geringsten ökologischen Einfluss auf den Naturpark ausübt. 2003 erhielt Leitner ropeways® den Auftrag für den Bau der Anlage, der im April 2004 begann und mehr als zwei Jahre dauerte. Dabei mussten erhebliche Schwierigkeiten überwunden werden, wie sehr häufige Regenfälle und Stürme, lang andauernder Nebel und eine extrem hohe Luftfeuchtigkeit. Baustraßen durften in dem Naturpark nicht angelegt werden, aber da der Lastenhubschrauber oft nicht fliegen konnte, musste ein großer Teil des Materials mit Mauleseln in die bis auf 528 m ansteigenden Berge gebracht werden. Die Seilbahn wurde am 18. September 2006 eröffnet. Auseinandersetzungen mit dem ursprünglichen Betreiber – unter anderem wegen eines Gondelabsturzes am 11. Juli 2007 und der darauf folgenden sechsmonatigen Betriebsunterbrechung – führten dazu, dass der Betreiber der U-Bahnen Hongkongs, die MTR Corporation auch den Betrieb der Seilbahn über eine zu diesem Zweck gegründete Tochtergesellschaft übernahm, die Ngon Ping 360 Ltd.

## Die Seilbahn
Die 2S-Bahn besteht aus zwei Sektionen, nämlich dem kurzen 610 m langen Abschnitt vom Tung Chung Terminal (東涌站) zur ersten Winkelstation am Rand des Flughafens – Airport Island (機場島轉向站, englisch Airport Island Angle Station), und der 5175 m langen Sektion von dort bis zur Endstation Ngon Ping (昂坪站). Sie haben je ein 71 mm dickes Tragseil und je ein 42 mm starkes umlaufendes Zugseil, das die insgesamt 111 Kabinen mit 17 Plätzen bewegt. Die Seilbahn beginnt am 21 m über dem Meeresspiegel gelegenen Tung Chung Terminal und fährt parallel zur Chek Lap Kok South Road (赤鱲角南路) über zwei Stützen auf beiden Seiten des Sea Channel zur gegenüber liegenden, 32 m hoch gelegenen Winkelstation am Rand des Flughafens. Es ist eine technische Station, die die Antriebe beider Sektionen enthält und durch die die Gondeln im normalen Betrieb ohne Halt durchfahren. Die Seilbahn biegt nun ca. 60° nach Süden ab und wird von einer Stütze direkt hinter der Station ausreichend angehoben, um über die Tung Chung Bay zur 310 m hoch gelegenen nächsten Stütze in einer Entfernung von 1,5 km zu schweben. Dabei bietet sich ein weiter Blick über den Flughafen und die Hochhäuser von Tung Chung auf der einen und über die Hänge des Nationalparks auf der anderen Seite. Über dem Meer verläuft parallel zur Gondelbahn ein Seil mit Kugeln, um Flugzeuge zu warnen. Über zwei weitere Stützen fährt die Seilbahn zur Winkelstation Nei Lak Shan (彌勒山站, englisch Nei Lak Shan Angle Station), dem mit 560 m höchsten Punkt der Fahrt. Auch diese Station dient nur einer Richtungsänderung um 20° und wird ebenfalls ohne Halt durchfahren. Über die letzten 1,6 km und zwei Stützen fährt die Bahn in einem leichten Gefälle mit Blick auf den großen Buddha zur Endstation Ngon Ping auf 438 m Höhe.
Die Seilbahn fährt mit einer Geschwindigkeit von bis zu 7,5 m/s (27 km/h) und erreicht eine Förderleistung von 4000 Personen/h in beiden Richtungen, wenn das Personal darauf achtet, dass nicht nur die 10 Sitzplätze, sondern auch die 7 Stehplätze der Kabinen gefüllt werden. Die Kabinen vom Typ Diamond 17 wurden von Sigma geliefert. Die Kabinen haben Lüftungsschlitze knapp über dem Fußboden und unter dem Dach, um eine ausreichende natürliche Lüftung zu gewährleisten. Die Lautsprecher für Durchsagen der Betriebsleitung werden durch Solarpaneele auf dem Dach betrieben. Es gibt anfangs auch eine Crystal Cabin genannte Kabine mit Glasfußboden. Wegen der großen Nachfrage sind mittlerweile 36 Crystal Cabins mit Glasboden im Einsatz. Außerdem gibt es eine mit Swarovski-Steinen verzierte Luxuskabine mit Samtsofas und Bartisch für besondere Anlässe. Wenn die Bahn nicht in Betrieb ist, können die Kabinen über eine schräge Hängeschiene im Untergeschoss des „Tung Chung Terminal“ geparkt werden. In der Endstation gibt es ebenfalls eine Gondelgarage. Die Tragseile sind auf beiden Seiten fest montiert. Die Spannung der Zugseile erfolgt hydraulisch in den beiden Endstationen. Die Seile wurden von der schweizerischen Fatzer AG hergestellt.
Für die Evakuierung der Passagiere in Notfällen sind an den sehr breiten Stützen unmittelbar oberhalb der Tung Chung Bay und kurz vor der Endstation je zwei Bergekabinen angebracht, die auf das Zugseil aufgesetzt werden und mit eigenem Antrieb neben bzw. unter die Passagierkabinen fahren können.

Seilbahn Ngong Ping 360 – Anlage
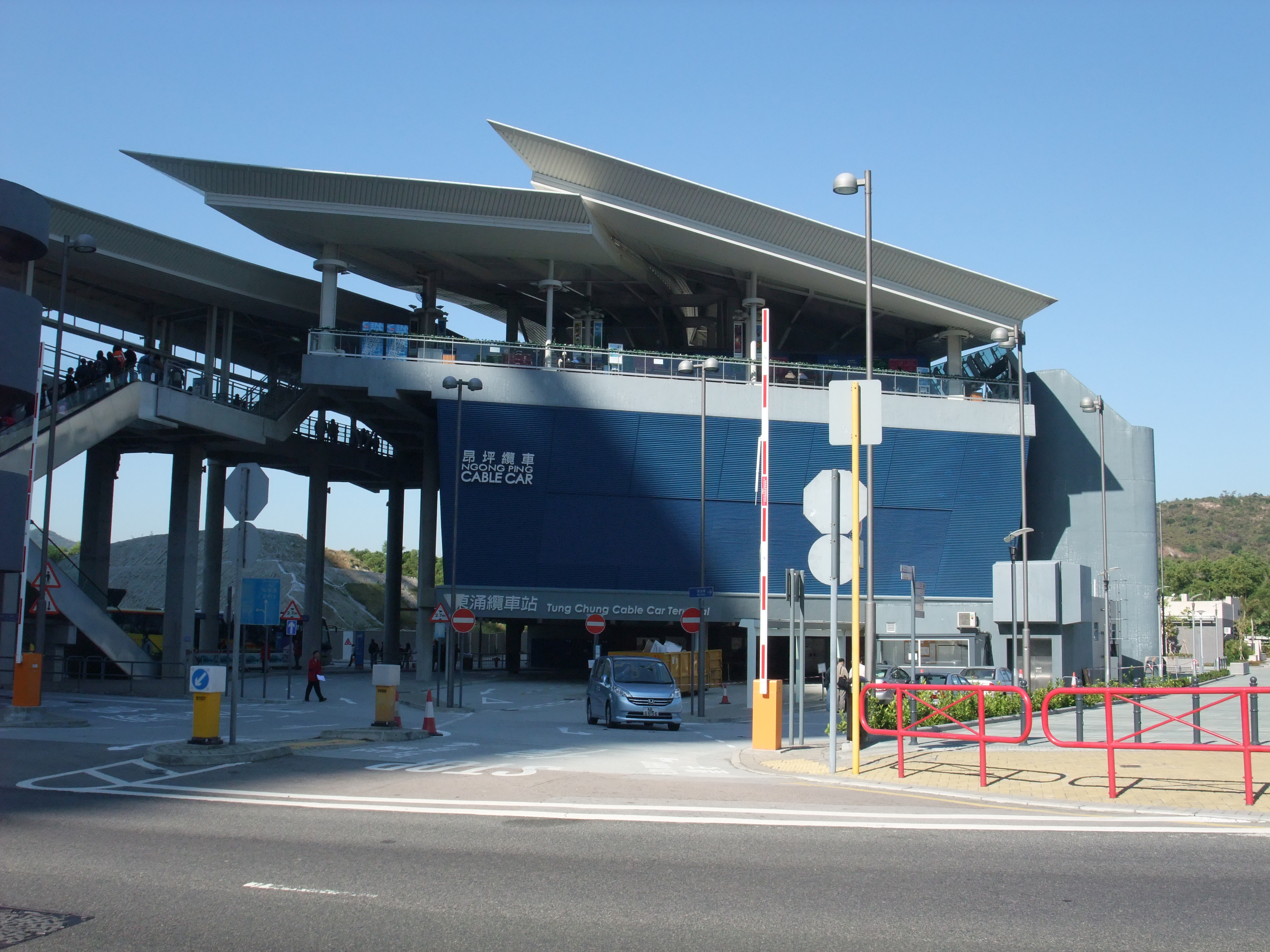
Tung Chung Terminal, 2008
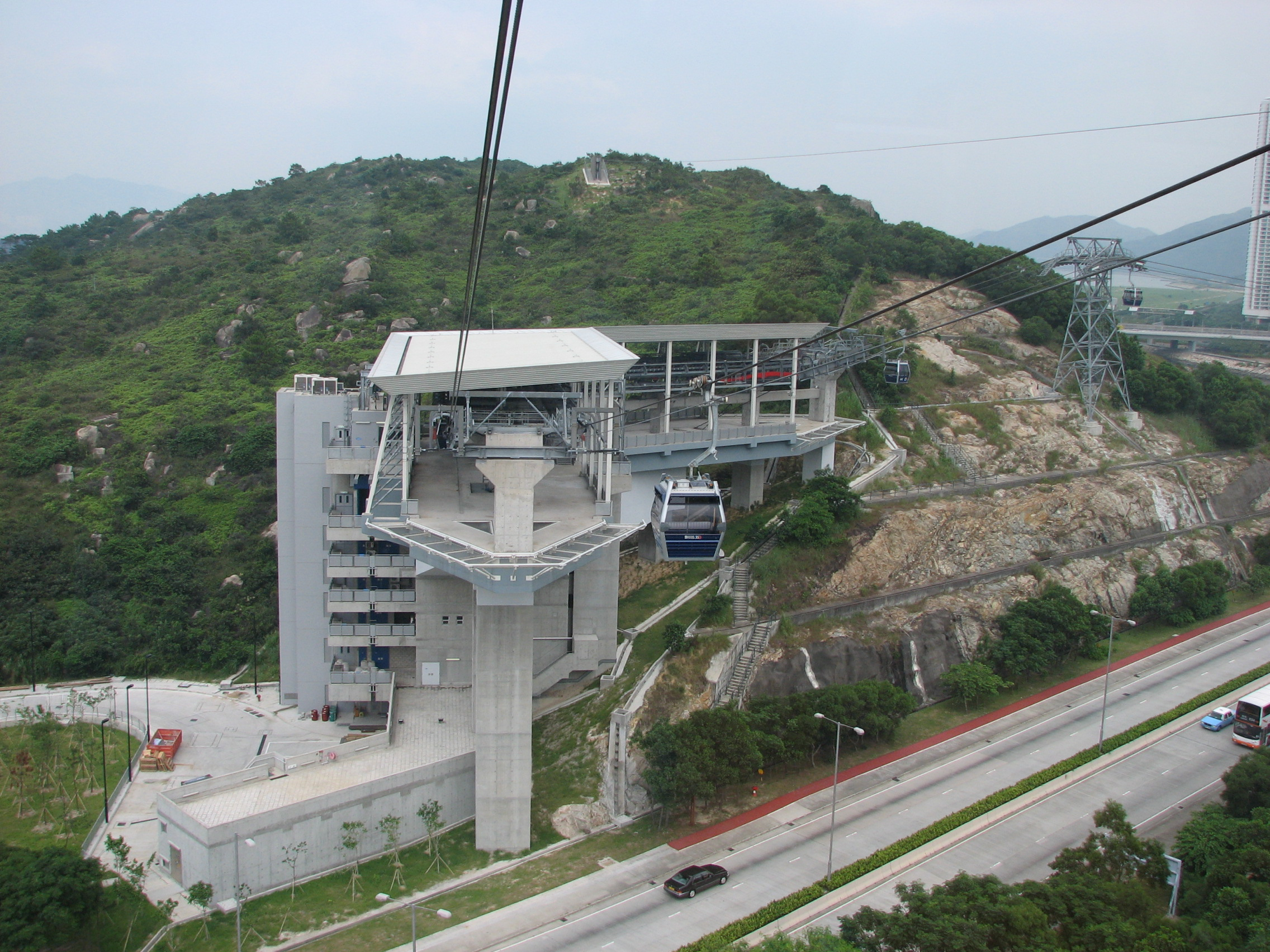
Flughafen-Winkelstation, 2018&
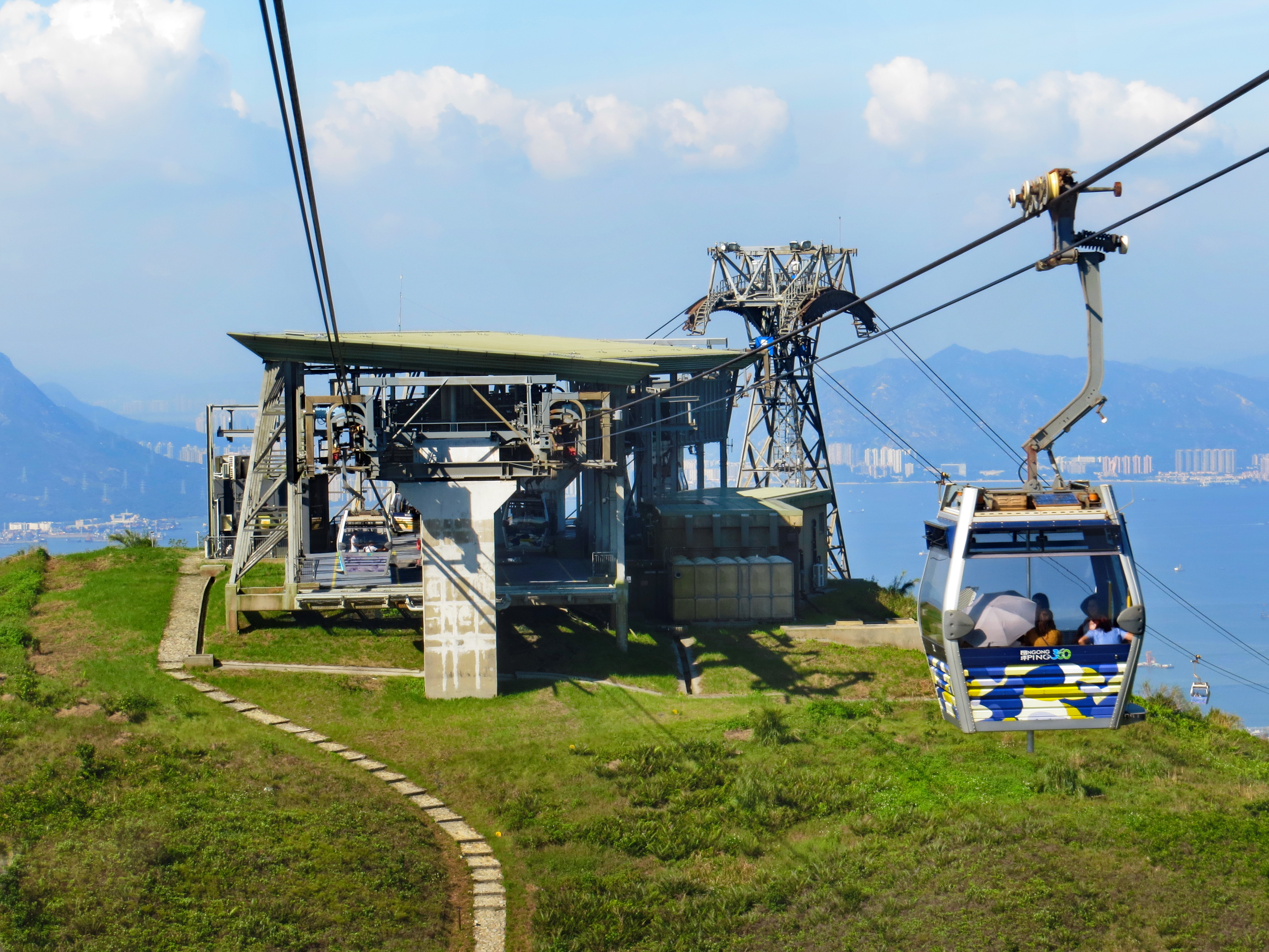
Nei Lak Shan-Winkelstation, 2012
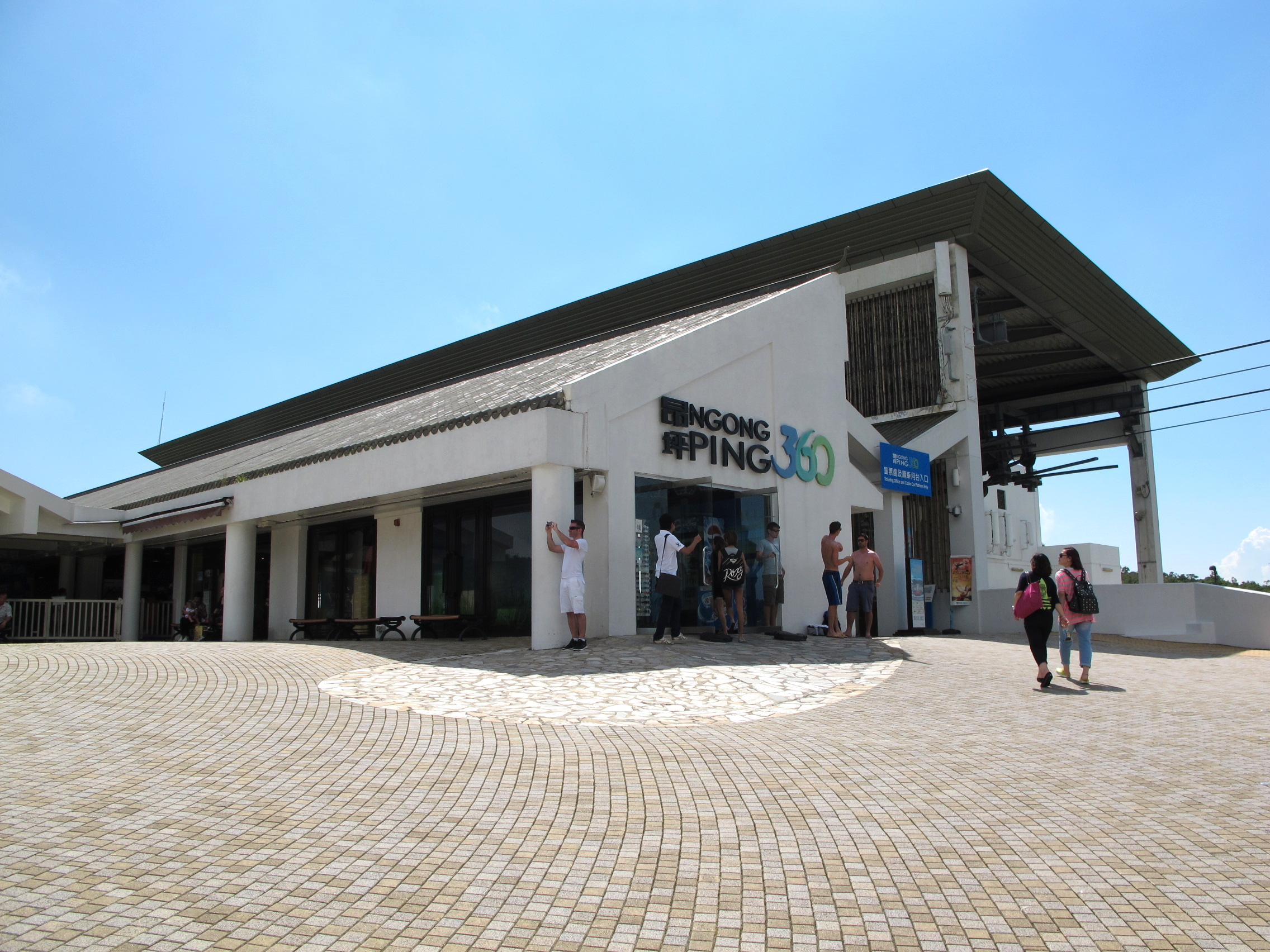
Ngong Ping Cable Car Terminal, 2013
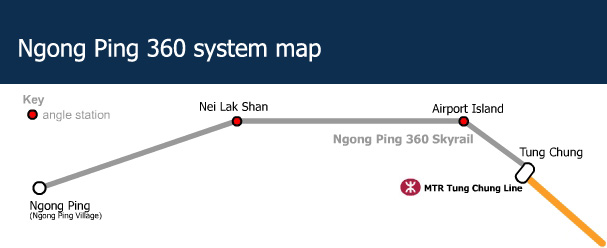
Seilbahn-Haltestellenplan – Der Tung Chung Terminal liegt dem Flughafen am nächsten.

## Zwischenfälle (Auswahl)
- Am 11. Juni 2007 stürzte bei einer Testfahrt nach Betriebsschluss eine unbesetzte Gondel in der Nähe des Tung Chung Bus Terminal über 50 m in die Tiefe. Es gab keine Personenschäden. Der Betrieb der Bahn musste für sechs Monate eingestellt werden.[8][13]
- Am 25. Januar 2012 kam es zu einer Abschaltung im laufenden Betrieb aufgrund starker Vibrationen. Als Ursache wurde ein Lagerschaden aufgrund Mangelschmierung in einer Seilscheibe festgestellt.[14] Die mit 800 Personen besetzte Bahn konnte nach zwei Stunden leergefahren werden. Nach Durchführung der notwendigen Reparatur- und Überholungsarbeiten konnte die Bahn ihren Betrieb am 5. April 2012 nach zweimonatiger Unterbrechung wieder aufnehmen.[15]